# Stenotabanus sphaeriscapus
Stenotabanus sphaeriscapus är en tvåvingeart som beskrevs av Wilkerson 1985. Stenotabanus sphaeriscapus ingår i släktet Stenotabanus och familjen bromsar.
Artens utbredningsområde är Bolivia. Inga underarter finns listade i Catalogue of Life.